# Nizina Anadyrska
Nizina Anadyrska (ros. Анадырская низменность) – nizina w azjatyckiej części Rosji, w Czukockim Okręgu Autonomicznym.
Leży nad Zatoką Anadyrską; ograniczona od północy Górami Czukockimi, od zachodu górami Pekulnej i Rarytkin, od południa Górami Koriackimi; długość ok. 270 km; powierzchnia równinna, występują ostańce; na wschodzie niewielkie wzniesienia, wysokość do 100 m n.p.m.; zbudowana z piasków jeziorno-aluwialnych i glin; w gruncie wieczna zmarzlina; liczne rzeki (m.in. Anadyr, Kanczałan, Wielika), jeziora (m.in. Czerwone) i bagna; klimat subpolarny; gleby tundrowo-torfowe; roślinność tundrowa; hodowla reniferów.
Główne miejscowości: Anadyr, Ugolne Kopy.